# تلما هیوستون
تلما هیوستون (انگلیسی: Thelma Houston؛ زادهٔ ۷ مهٔ ۱۹۴۶) یک موسیقی‌دان اهل ایالات متحده آمریکا است. وی از سال ۱۹۶۶ میلادی تاکنون مشغول فعالیت بوده‌است.